# 塚本綾
塚本 稜（つかもと りょう、1999年8月13日 - ）は、熊本県出身の、日本の柔道選手。階級は73kg級。身長165cm。組み手は左組み。得意技は内股。

## 経歴
一心館小山道場に所属していた小学校6年の時に全国小学生学年別柔道大会50kg級に出場するも2回戦で敗れた。天明中学3年の時に全国中学校柔道大会73kg級の3回戦で敗れた。上京して日体荏原高校へ進むと、1年の時には全国高校選手権の団体戦で1年先輩の藤原崇太郎などとともに活躍してチームの初優勝に貢献した。2年の時には金鷲旗とインターハイ団体戦の決勝でともに国士舘高校に敗れて2位だった。全国高校選手権の団体戦では5位だった。3年の時にはインターハイ73kg級で3位になった。2018年には日体大へ進学すると、1年の時には全日本ジュニアで優勝した。世界ジュニアでは準決勝でロシアのダビド・ガモソフと対戦して技ありを先取されるも、終了直前に技ありを取り返すと、GSに入った直後に肩車で技ありを取って逆転勝ちした。決勝ではトルコのビラル・チログルと対戦して技ありを先取するも、終了直前に技ありを取り返されると、GSに入ってから隅返で逆転負けを喫して2位にとどまった。世界ジュニア団体戦では決勝のブラジル戦のみの出場となったが、片手絞で勝利してチームの優勝に貢献した。2年の時には優勝大会で3位になった。全日本ジュニアでは2連覇を達成した。世界ジュニアでは初戦でロシアの選手に技ありで敗れた。団体戦では準決勝まで一本勝ちするが、決勝のロシア戦で反則負けするも、チームは優勝を飾った。4年の時にはグランドスラム・バクーに出場するも、2回戦で東京オリンピック銅メダリストであるモンゴルのツェンドオチル・ツォグトバータルに反則負けを喫した。2022年4月からはパーク24の所属となった。体重別では決勝で同じ会社の先輩である橋本壮市に反則負けした

## 戦績
- 2016年
  - 全国高校選手権　団体戦　優勝
  - 金鷲旗　2位
  - インターハイ　団体戦　2位
- 2017年
  - 全国高校選手権　5位
  - インターハイ　個人戦　3位
- 2018年
  - 全日本ジュニア　優勝
  - 世界ジュニア　2位
  - 世界ジュニア団体　優勝
- 2019年
  - 優勝大会　3位
  - ドイツジュニア国際　優勝
  - 全日本ジュニア　優勝
  - 世界ジュニア団体　優勝
- 2020年
  - 講道館杯　3位
- 2022年
  - 体重別　2位

(出典、JudoInside.com)。